# Горілий Тарас Володимирович
Тарас Володимирович Горілий (нар. 28 квітня 2001, Дніпропетровськ, Україна) — український футболіст, центральний захисник аматорського клубу «Оріль» (Царичанка).

## Клубна кар'єра
Народився в Дніпропетровську. Вихованець молодіжної академії ФК «Дніпро», за яку з 2015 по 2018 рік виступав у юнацькому чемпіонаті Дніпропетровської області та ДЮФЛУ. У сезоні 2017/18 років перебував у заявці команди на поєдинки Другої ліги України, але на футбольне поле не виходив. Після пониження в класі «Дніпра» залишився в команді, провів 9 матчів в аматорському чемпіонаті України. Влітку 2019 року провів 2 поєдинки в чемпіонаті Дніпропетровської області за «Хлібзавод № 9».
На початку серпня 2019 року перебрався до «Дніпра-1». У сезоні 2019/20 років виступав за юнацьку та молодіжну команду «спортклубівців», а починаючи з наступного сезону — лише за молодіжну команду клубу. У липні 2021 року відправився в оренду до «Нікополя». У футболці «городян» дебютував 8 серпня 2021 року в нічийному (2:2) домашньому поєдинку 3-го туру групи «Б» Другої ліги України проти «Тростянця». Тарас вийшов на поле на 88-й хвилині замість Максима Соловйова. Єдиним голом за «Нікополь» відзначився 22 серпня 2021 року на 18-й хвилині переможного (2:1) домашнього поєдинку 5-го туру групи Б Другої ліги України проти сімферопольської «Таврії». Горілий вийшов у стартовому складі та відіграв увесь матч. У сезоні 2021/22 років зіграв 15 матчів (1 гол) у Другій лізі та 1 поєдинок у кубку України. Наприкінці червня 2022 року повернувся до «Дніпра-1», але за команду більше не грав.
У середині вересня 2022 року вільним агентом перебрався до «Епіцентру». У футболці подільського клубу дебютував 8 жовтня 2022 року в програному (0:1) виїзному поєдинку 7-го туру групи «А» Першої ліги України проти франківського «Прикарпаття». Тарас вийшов на поле на 51-й хвилині замість Олександра Жмуйди. Восени 2022 року провів 3 поєдинки у Першій лізі України. У січні 2023 року залишив команду вільним агентом. Навесні 2023 року приєднався до аматорського клубу «Оріль» (Царичанка), який виступає в чемпіонаті Дніпропетровської області.

## Особисте життя
Батько, Володимир Горілий, професіональний футболіст та тренер. Як гравець виступав за «Таврію» (Сімферополь), «Динамо» (Київ), «Зеніт» (Санкт-Петербург), Дніпро (Дніпропетровськ) та національну збірну України.